# Folco Lulli
Folco Lulli (n. 3 iulie 1912, Florența, Regatul Italiei – d. 23 mai 1970, Roma, Italia) a fost un actor de film italian. El a apărut în 104 filme între 1946 și 1970. A fost fratele actorului Piero Lulli.

## Filmografie selectivă
- 1947 Come persi la guerra, regia Carlo Borghesio
- 1947 Flesh Will Surrender
- 1947 Vânătoare tragică (Caccia tragica), regia Giuseppe De Santis
- 1947 Bullet for Stefano
- 1948 Without Pity
- 1948 Fuga in Francia, regia Mario Soldati
- 1948 L'eroe della strada
- 1949 How I Discovered America
- 1949 Vertigine d'amore
- 1949 Totò cerca casa
- 1949 A Night of Fame
- 1950 Lo sparviero del Nilo⁠(it)[traduceți]
- 1950 Nu-i pace sub măslini (Non c'è pace tra gli ulivi), regia Giuseppe De Santis
- 1951 Amore e sangue
- 1951 Nobody's Children
- 1952 Falsehood
- 1953 Salariul groazei (Le salaire de la peur), regia Henri-Georges Clouzot
- 1954 Contele de Monte-Cristo
- 1954 Maddalena
- 1954 Orient Express
- 1954 Submarine Attack
- 1955 Fortune carrée⁠(fr)[traduceți]
- 1956 La risaia
- 1956 L'Homme et l'Enfant⁠(fr)[traduceți]
- 1956 Londra chiama Polo Nord
- 1957 An Eye for an Eye⁠(fr)[traduceți]
- 1958 Pezzo, capopezzo e capitano⁠(it)[traduceți]
- 1958 The Sky Burns
- 1959 Marele război (La grande guerra), regia Mario Monicelli
- 1959 Wolves of the Deep
- 1959 Sheba and the Gladiator
- 1960 Marie des Isles
- 1960 Sub zece steaguri (Sotto dieci bandiere), regia Duilio Coletti
- 1960 La regina dei tartari
- 1960 Esther and the King
- 1961 La Fayette
- 1961 The Tartars
- 1961 Oh Islam
- 1961 Romulus and the Sabines
- 1961 Erik the Conqueror
- 1962 Warriors Five
- 1963 Il segno di Zorro⁠(it)[traduceți]
- 1963 Tovarășii (I compagni), regia Mario Monicelli
- 1963 Dulcinea
- 1964 Les Parias de la gloire
- 1964 Last Plane to Baalbek
- 1964 Revenge of the Musketeers
- 1965 Fabuloasa aventură a lui Marco Polo (La Fabuleuse Aventure de Marco Polo), regia Denys de La Patellière
- 1966 L'armata Brancaleone
- 1966 Lightning Bolt
- 1966 Der Mörder mit dem Seidenschal⁠(de)[traduceți]
- 1966 Marele restaurant (Le Grand Restaurant), regia Jacques Besnard
- 1967 Oameni de onoare (Gente d'onore) [+ regia]
- 1967 Vicontele plătește polița (Le vicomte règle ses comptes), regia Maurice Cloche
- 1968 The Longest Hunt
- 1968 Between God, the Devil and a Winchester
- 1969 Baltagul, regia Mircea Mureșan